# Ordin clasic

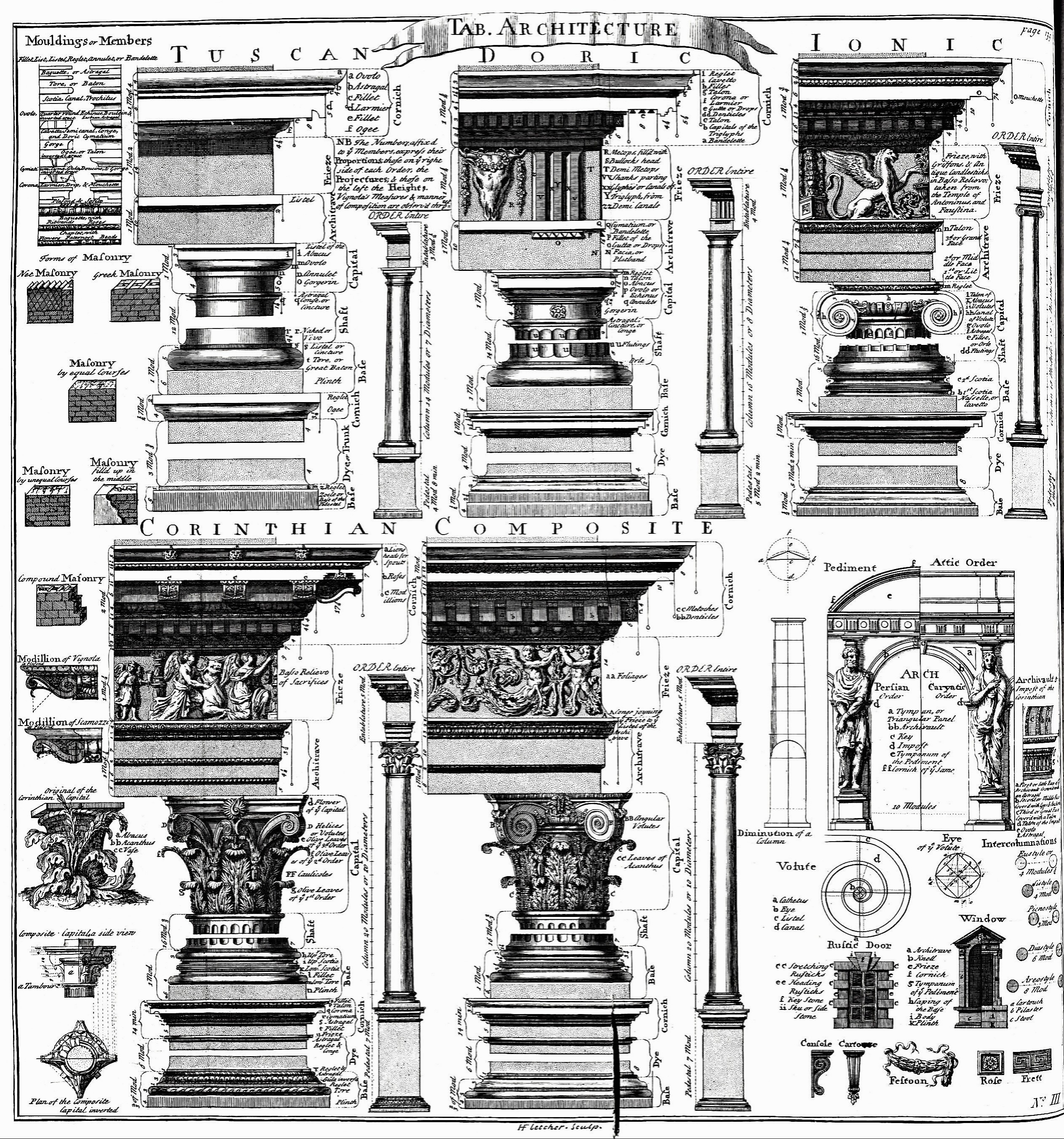
Ilustrații ale ordinelor clasice (de la stânga la dreapta): toscan, doric, ionic, corintic și compozit; desenate în 1728, din Cyclopædia

Un ordin (plural ordine) în arhitectură e un sistem arhitectonic ale cărui elemente sunt dispuse și proporționate după anumite reguli, astfel încât să formeze un ansamblu armonios și regulat. Coborând până în prezent din civilizația antică greacă și cea romană, ordinele arhitecturale sunt stiluri ale arhitecturii clasice, fiecare dintre ele fiind distinse prin proporțiile, profilurile și detaliile caracteristice și cel mai ușor de recunoscut prin tipul de coloană specific. Cele trei ordine arhitecturale - doric, ionic și corintic - își au originea în Grecia. La ele romanii au adăugat, în practică, dacă nu în nume, cel toscan, pe care l-au făcut mai simplu decât doricul, și cel compozit, care era mai ornamental decât cel corintic. Ordinul arhitectural a unei clădiri clasice este asemănătoar cu modul sau cheia muzicii clasice; gramatica sau retorica unei compuneri scrise.
În timp ce ordinele erau în esență structurale în arhitectura greacă antică, care nu prea folosea arcul până în perioada târzie, în arhitectura romană unde arcul era deseori dominant, ordinele au devenit elemente din ce în ce mai decorative, cu excepția porticurilor și a altor folosiri similare. Coloanele s-au transformat în jumătăți de coloane care ieșeau din ziduri sau s-au transformat în pilaștri. Acest tratament a continuat după folosirea conștientă și „corectă” a ordinelor, urmând inițial modele exclusiv romane, revenite în Renașterea italiană. Arhitectura neogreacă, inspirată de creșterea cunoștințelor despre originalele grecești, a revenit la modele mai autentice, inclusiv la cele din perioade relativ timpurii.

## Elemente

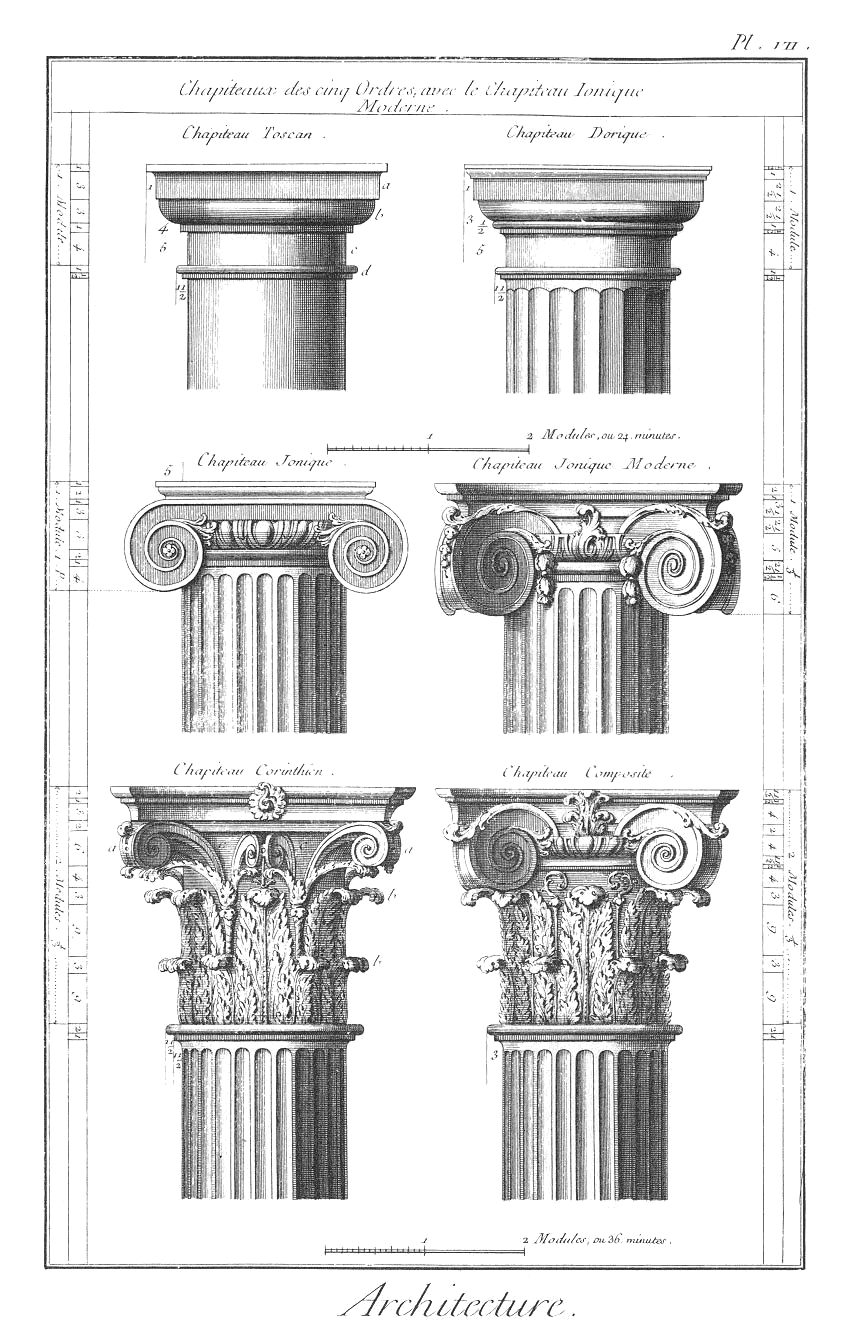
O ilustrație a Celor Cinci Ordine Arhitecturale gravate pentru volumul 18 al Encyclopédie, arătând ordinul toscan și cel doric (rândul de sus); două versiuni ale ordinului ionic (rândul din centru); și ordinele corintic și compozit (rândul de jos)

Fiecare stil are capitelurile sale distincte în vârful coloanelor și antablamente orizontale pe care le susține, în timp ce restul clădirii nu diferă în sine între ordine. Fusul și baza coloanei variază, de asemenea, în funcție de ordine, și uneori este articulat cu caneluri verticale tubulare. Fusul coloanei este mai lat în partea de jos decât în partea de sus, deoarece entasisul ei, face coloana puțin mai zveltă în partea de sus, chiar dacă unele coloane dorice, în special cele grecești timpurii, sunt vizibil „evazate”, cu profiluri drepte care se îngustează urcând în sus.
Capitalul se sprijină pe ax. Are o funcție portantă, care concentrează greutatea antablamentului pe coloana de susținere, dar servește în primul rând unui scop estetic. Abaca este o placă subțire care, la rândul ei, sprijină antablamentul. Antablamentul este format din trei straturi orizontale, toate separate vizual între ele folosind forme sau benzi. În lucrările romane și postrenascentiste, antablamentul poate fi purtat de la coloană la coloană, sub forma unui arc care izvorăște din coloana care îi poartă greutatea, păstrându-și diviziunile și bogăția sculpturală, dacă este cazul. Există nume pentru toate multele părți ale ordinelor.

## Măsuri

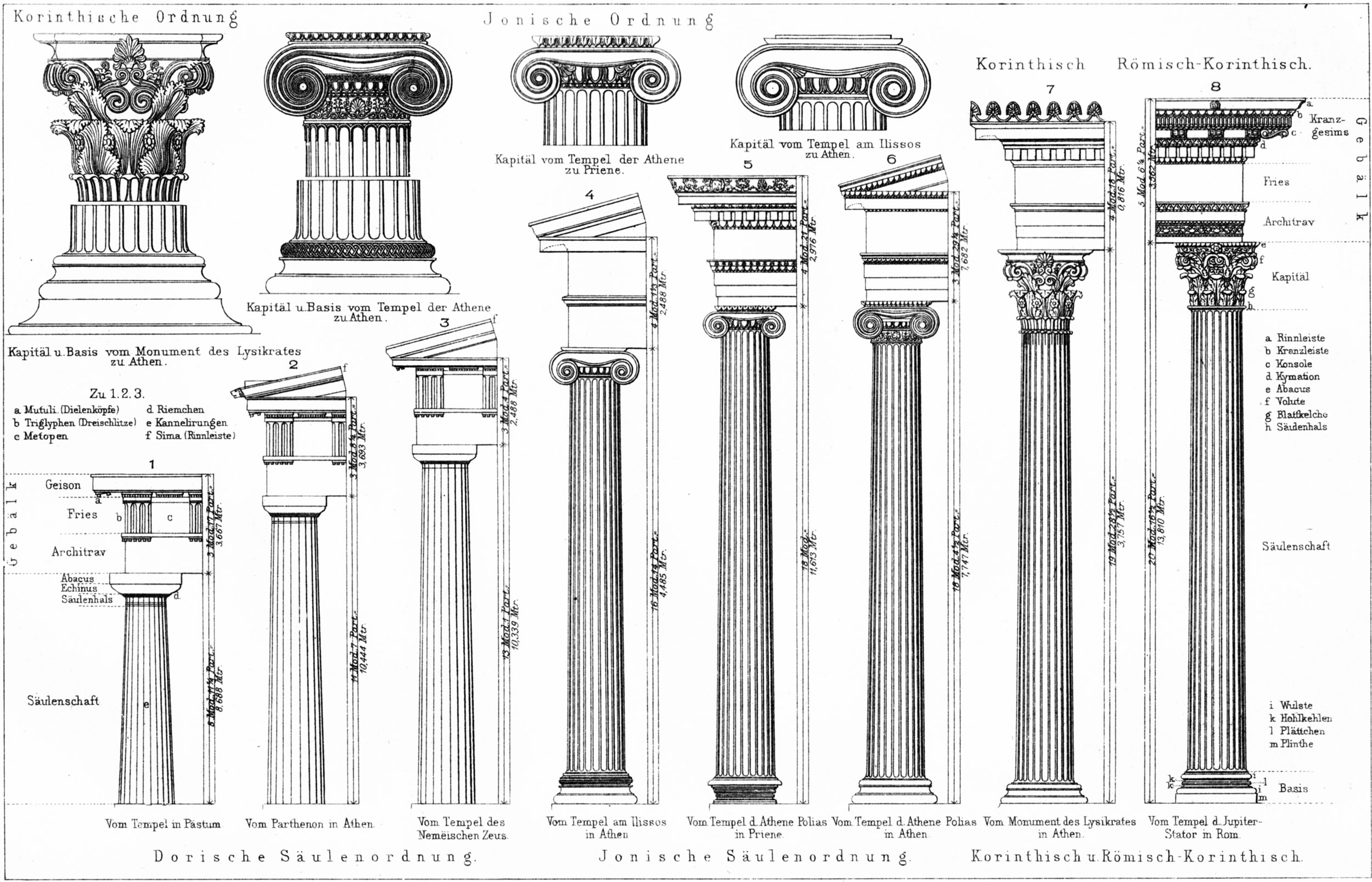
Ordinele grecești cu înălțimi

Înălțimea coloanelor este calculată în raport cu un raport între diametrul fusului de la baza ei și înălțimea coloanei. O coloană dorică poate să fie descrisă ca având înălțimea de șapte diametre, o coloană ionică de opt diametre înălțime și una corintică nouă diametre înălțime, deși raporturile reale folosite variază considerabil atât în exemplele antice, cât și în cele renascentiste și ulterioare, dar păstrând tendința de subțiere a ordinlor. Uneori, este exprimată ca „diametre mai înalte”, ca să se stabilească ce parte a fusului a fost măsurată.

## Ordinele grecești
În arhitectura greacă antică există trei ordine diferite: doric, ionic și corintic. Cele trei au fost adoptate de romani, care le-au modificat capitelurile. Adoptarea romană a ordinelor grecești a avut loc în secolul I î.Hr.. Cele trei ordine grecești antice au fost folosite în mod constant în arhitectura neoclasică europeană.
Uneori, ordinul doric este considerat cel mai timpuriu ordin, dar nu există dovezi care să susțină acest lucru. Mai degrabă, ordinele doric și ionic par să fi apărut cam în același timp, ionicul în estul Greciei și cel doric în vest și pe continent.
Atât ordinul doric, cât și cel ionic par să-și aibă originea în lemn. Templul Herei din Olympia este cel mai vechi templu doric bine conservat. A fost construită imediat după 600 î.Hr.. Ordinul doric s-a răspândit ulterior în Grecia și în Sicilia, unde a fost ordinul principal pentru arhitectura monumentală timp de 800 de ani. Grecii timpurii nu erau fără îndoială conștienți de folosirea coloanelor de piatră cu baze și capiteluri în arhitectura egipteană antică și a celorlalte culturi din Orientul Apropiat, chiar dacă acolo au fost folosite mai ales în interioare, mai degrabă decât ca o caracteristică dominantă a tuturor sau a unei părți din exterior, în stilul grecesc.

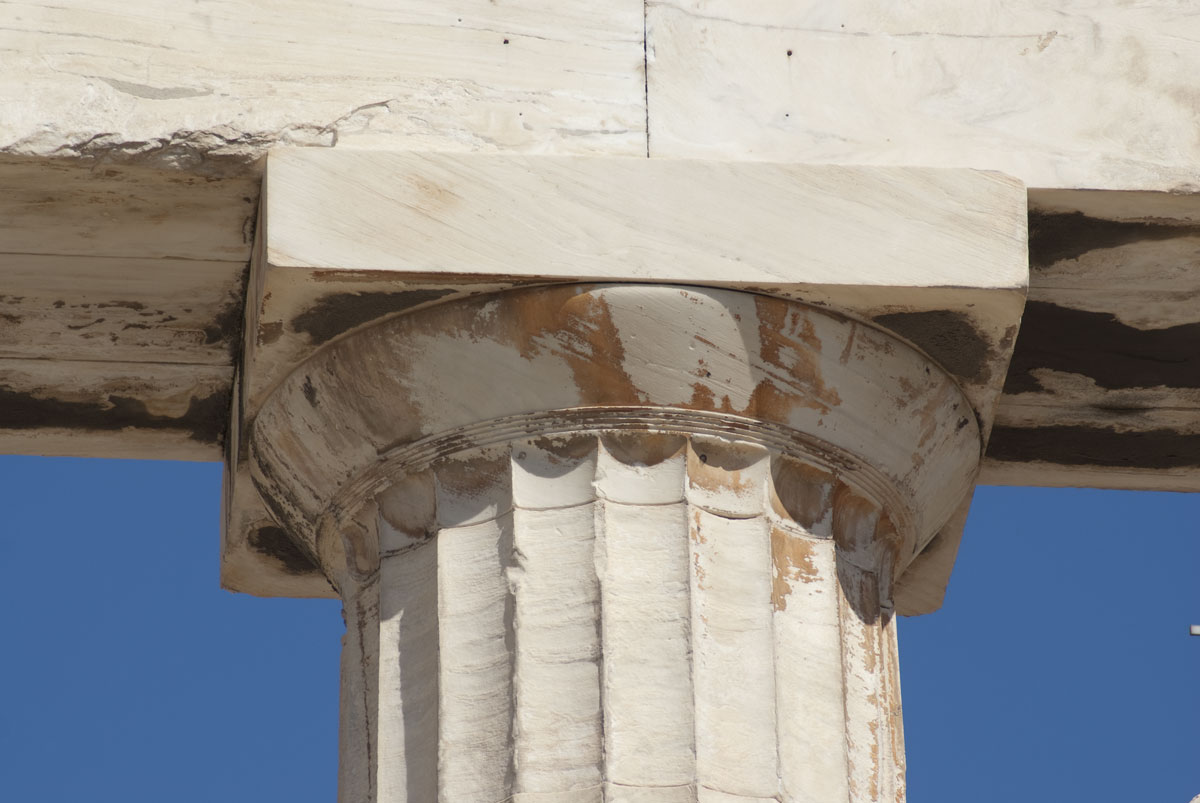
Capitel doric al Partenonului din Atena

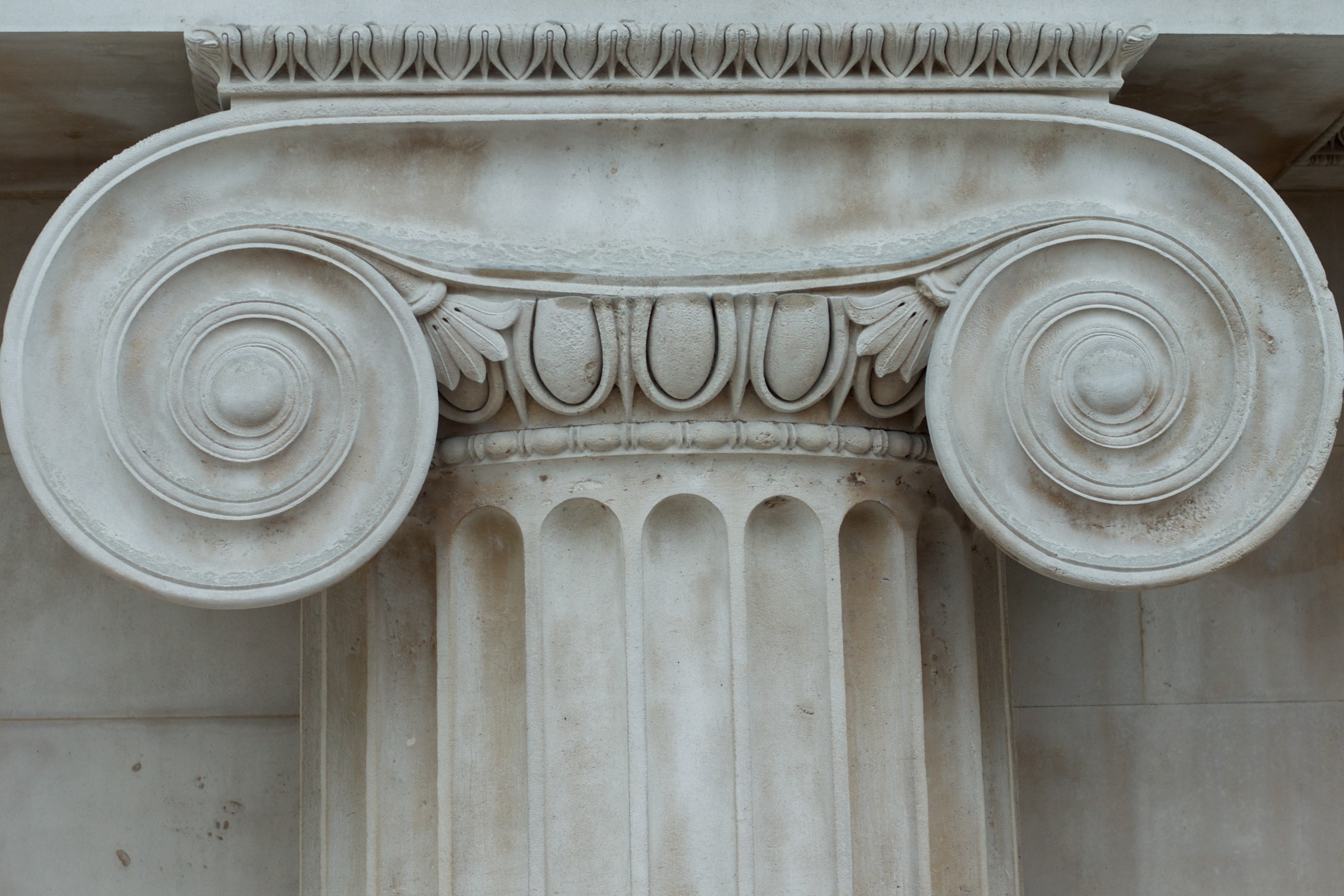
Capitel ionic din Marea Curte Elisabeta a II-a a British Museum-ului din Londra

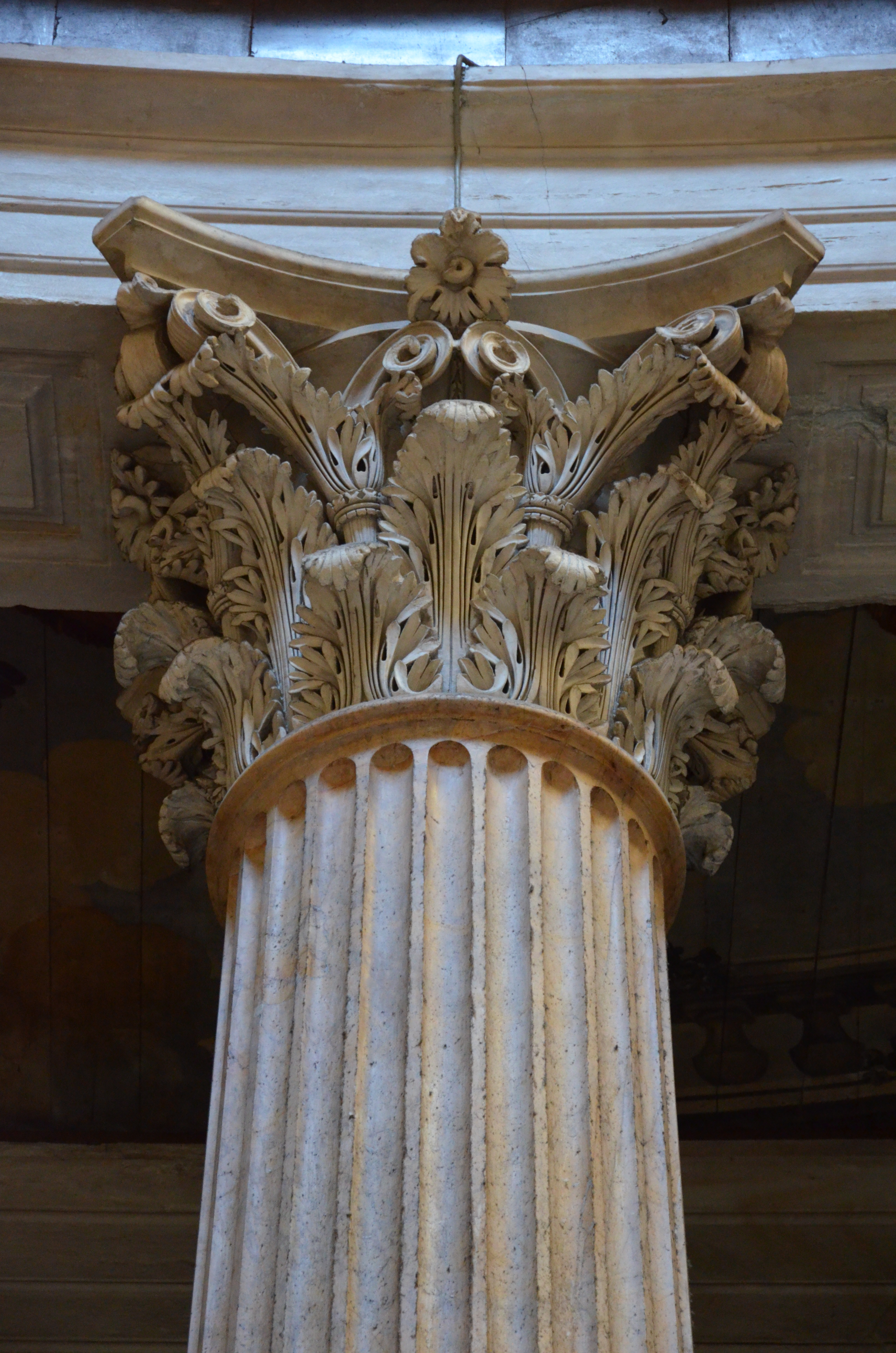
Capitel corintic al unei coloane din porticul Panteonului din Roma

### Ordinul doric
Ordinul doric își are originea în vestul și partea continentală a Greciei. E cel mai simplu dintre ordine, caracterizat prin coloane scurte, organizate, grele, cu capiteluri simple și rotunde, și fără bază. Cu o înălțime care este de doar patru până la opt ori diametrul, coloanele sunt cele mai ghemuite dintre toate ordinele. Fusul doric este canelat de 20 ori.
Deasupra capitelului se află o abacă pătrată care leagă capitalelul de antablament. Antablamentul este împărțită în trei registre orizontale, a căror parte inferioară este fie netedă, fie divizată prin linii orizontale. Jumătatea superioară este distinctivă pentru ordinul doric. Friza antablamentului doric este împărțită în triglife și metope. Un triglif este o unitate formată din trei benzi verticale care sunt separate prin caneluri. O metopă e un relief simplu și sculptat dintre două triglife.
Formele grecești ale ordinului doric vin fără o bază individuală. În schimb, sunt așezate direct pe stilobat. Cu toate astea, formele ulterioare au venit cu baza convențională formată dintr-un piedestal. Versiunile romane ale ordinului doric au proporții mai mici. În consecință, ele par mai ușoare decât ordinele grecești.

### Ordinul ionic
Ordinul ionic provine din estul Greciei, unde originile sale sunt împletite cu asemănătorul și puțin cunoscutul ordin ionic. Se distinge prin coloane subțiri, canelate, cu o bază mare și două volute opuse. Mijlocul capitelului e decorat cu ove. Fusul ionic vine cu încă patru caneluri față de omologul doric (în total 24).
Ordinul ionic este marcată și de un entasis, partea îngroșată a fusului unei coloane galbate. O coloană ionică este de nouă ori mai mare decât diametrul ei. Fusul în sine are înălțimea de opt diametre. Arhitrava antablamentlui constă de obicei în trei benzi în trepte („fasciae”). Friza vine fără trigliful sau metopa dorice. Friza vine uneori cu un ornament continuu, cum ar fi figuri sculptate.

### Ordinul corintic
Ordinul corintic e cel mai ornamentat dintre ordinele grecești, caracterizat de o coloană subțire canelată, având un capitel decorat cu două rânduri de frunze de acantă și patru volute mici. Este de obicei considerat ca fiind cel mai elegant dintre cele trei ordine. Fusul ordinului corintic are 24 de caneluri. Coloana are de obicei înălțimea de zece diametre.
Scriitorul roman Vitruvius a creditat inventarea ordinului corintian lui Callimachus, sculptor grec din secolul al V-lea î.Hr.. Cea mai veche clădire cunoscută construită în conformitate cu ordinul ăsta e Monumentul lui Lisicrate din Atena, construit între 335 și 334 î.Hr..

## Ordinele romane

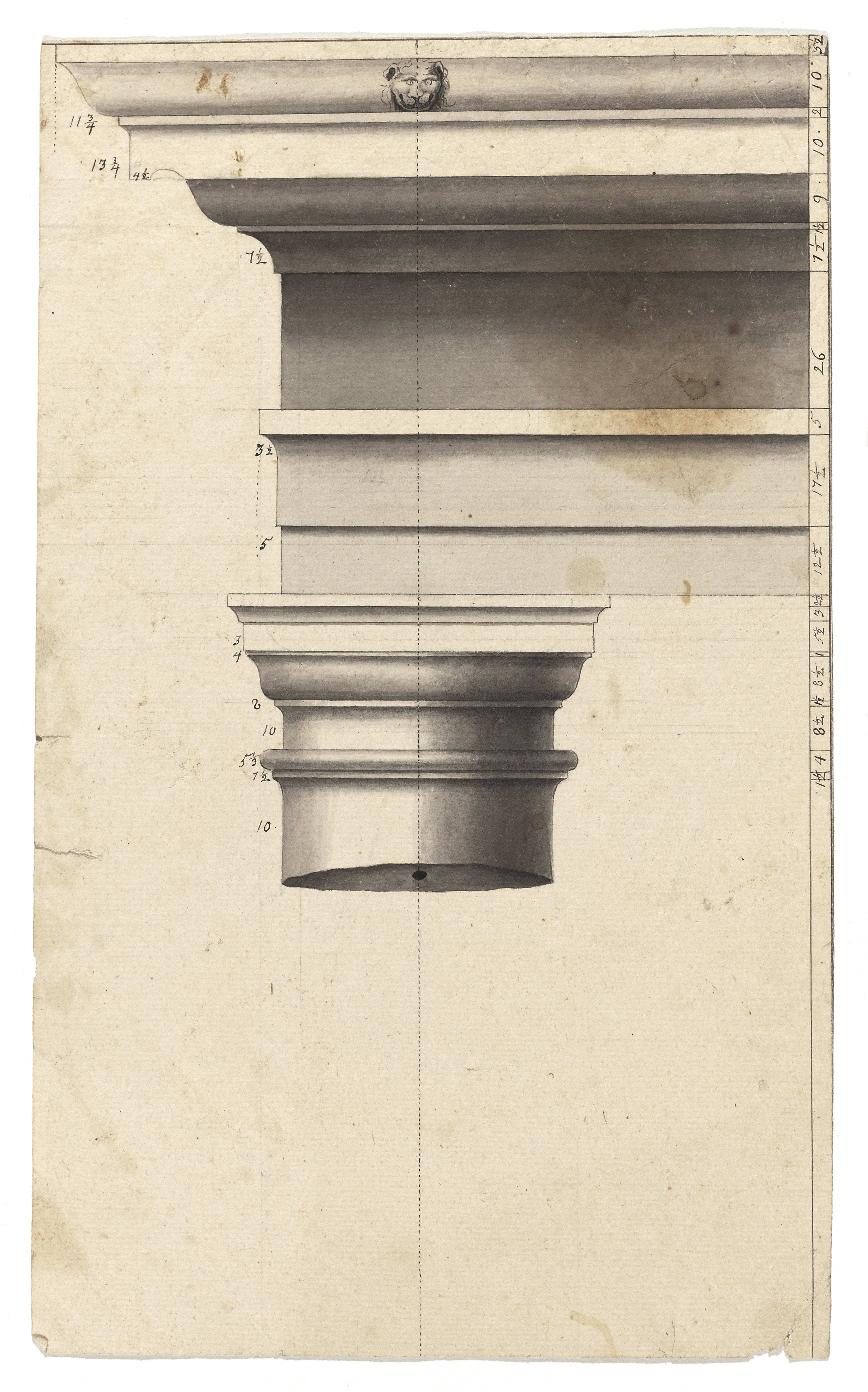
Capitel și antablament toscane, ilustrație din secolul al XVIII-lea

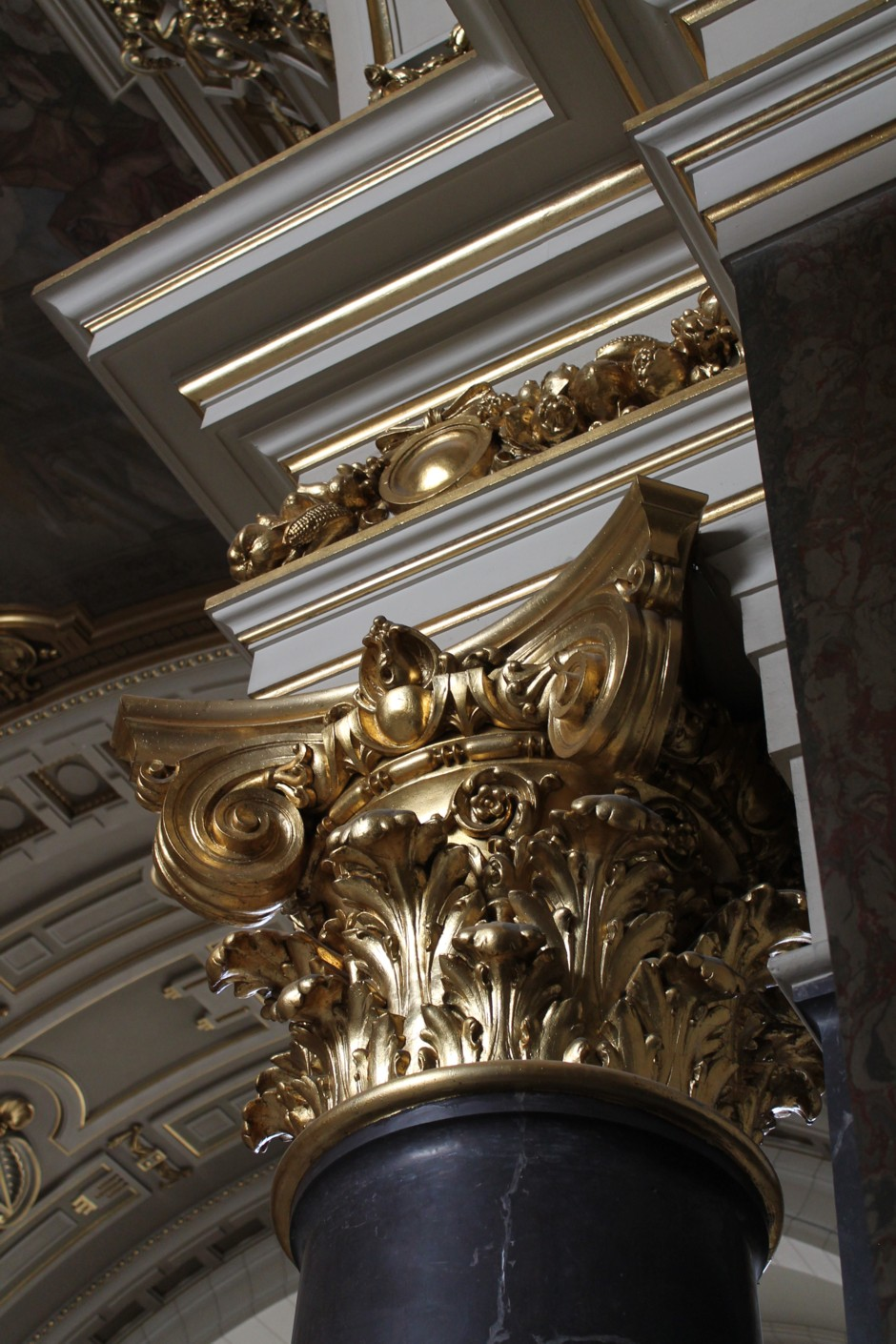
Capitel compozit din fostul Palat al Justiției din Budapesta (Ungaria)

Romanii au adaptat toate ordinele grecești și au dezvoltat, de asemenea, două ordine proprii, practic modificări ale celor grecești. Cu toate astea, abia în perioada renascentistă, au fost numite și formalizate drept toscan și compozit, respectiv cel mai simplu și cel mai ornamentat dintre ordine. Romanii au inventat și ordinul suprapus. Un ordin suprapus este atunci când etajele succesive ale unei clădiri au ordine diferite. Cele mai grele ordine sunt în partea de jos, în timp ce cele mai ușoare sunt în partea de sus. Asta înseamnă că ordinul doric era ordinul parterului, cel ionic e folosit pentru etajul din mijloc, în timp ce ordinul corintic sau cel compus e folosit pentru etajul de sus.
Ordinul gigantic a fost inventat de arhitecții din timpul Renașterii. Ordinul gigantic se caracterizează prin coloane care își extind înălțimea pe două sau mai multe etaje.

### Ordinul toscan
Ordinul toscan are un design foarte simplu, cu un fus simplu, bază și friză simple. E o adaptare simplificată a ordinului doric. Ordinul toscan se caracterizează printr-un fus necanelat și un capital care constă doar dintr-un echin și o abacă. În proporții se aseamănă cu ordinul doric, dar, în general, este semnificativ mai simplu. Coloana are în mod normal înălțimea de șapte diametre. Comparativ cu celelalte ordine, cel toscan pare cel mai solid.

### Ordinul compozit
Ordinul compozit e unul mixt, care combină volutele celui ionic cu acantele celui corintic. Până la Renaștere nu a fost clasat ca un ordin separat. În schimb, a fost considerat ca fiind o formă romană târzie a celui corintic. Coloana compozită are în general înălțimea de zece diametre.

## Dezvoltarea istorică a ordinelor

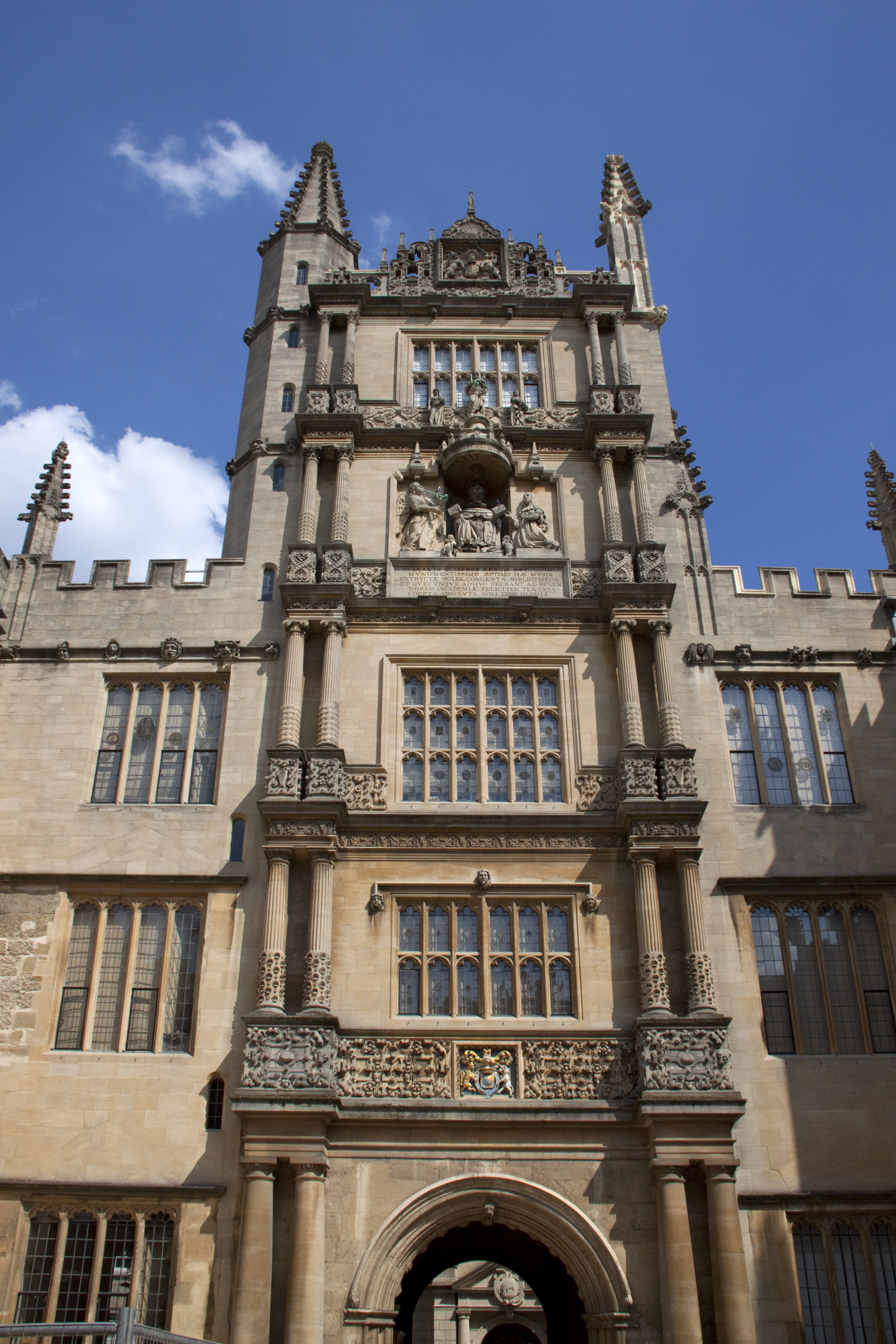
Turnul Celor Cinci Ordine din Biblioteca Bodleiană în Universitatea Oxford, terminat în 1619, include ordinele toscan și compozit

Perioada renascentistă a cunoscut un interes reînnoit pentru sursele literare ale culturilor antice ale Greciei și Romei și dezvoltarea fertilă a unei noi arhitecturi bazate pe principii clasice. Tratatul De architectura al teoreticianului roman, arhitect și inginer Vitruvius, este singura scriere arhitecturală care a supraviețuit din Antichitate. Redescoperit în secolul al XV-lea, Vitruvius a fost primit instantaneu ca autoritate în arhitectură. Cu toate astea, în textul său nu se găsește cuvântul „ordin”. Ca să descrie cele patru specii de coloane (el menționează doar: toscan, doric, ionic și corintic), folosește, de fapt, diverse cuvinte ca: „genus” (gen), „mos” (obicei, modă, manieră), „opera” (operă).

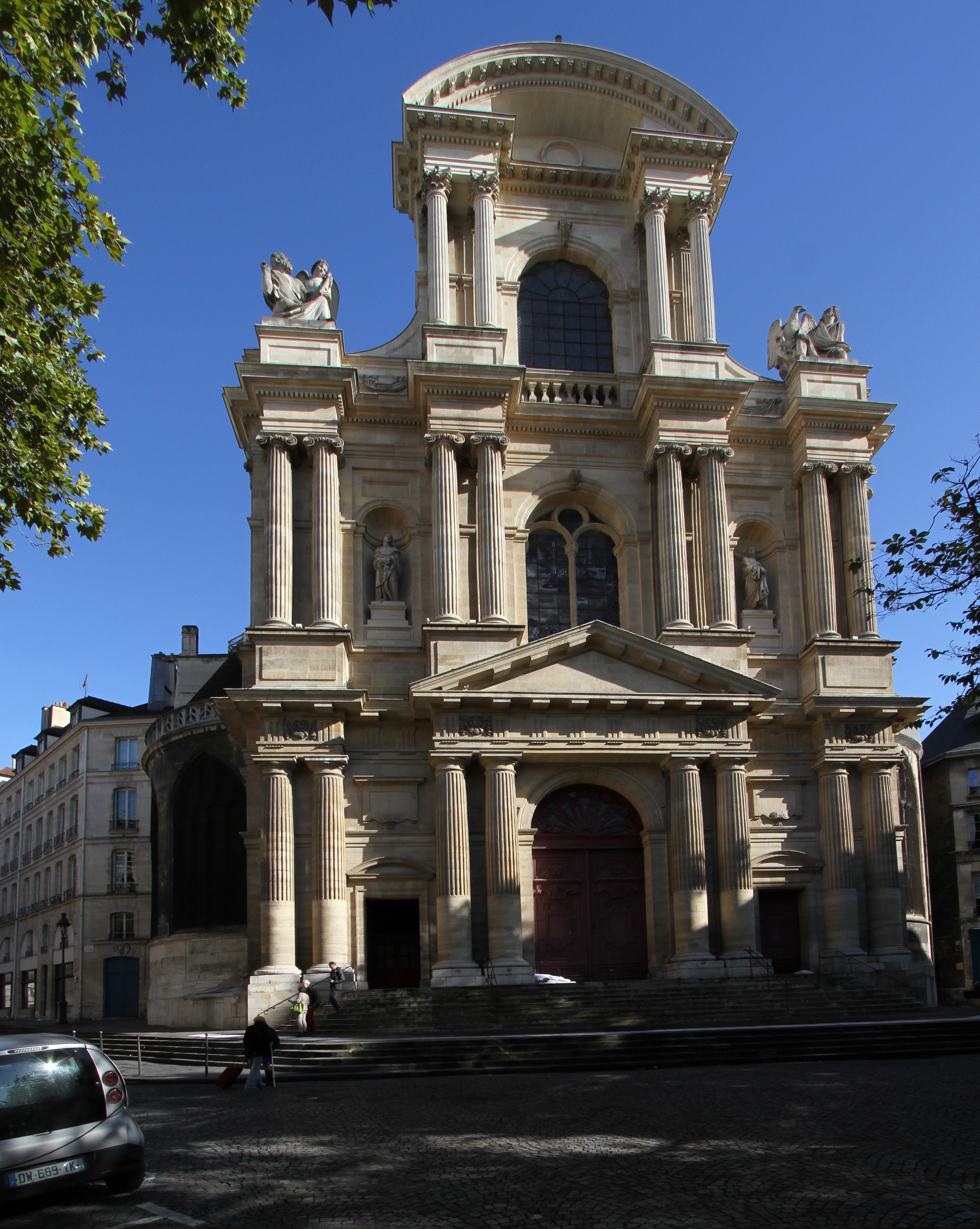
Biserica Sfinții Gervais și Protais din Paris prezintă coloane în cele trei ordine, dorice la parter, ionice la primul etaj, și corintice la al doilea

Termenul de „ordin”, și ideea redefinirii canonului au început să circule în Roma, la începutul secolului al XVI-lea, probabil în timpul studierii textului lui Vitruvius conduse și împărtășite de Peruzzi, Rafael și Sangallo. Încă de atunci, definiția „canonului” a fost un efort colectiv care a implicat mai multe generații de arhitecți europeni, din perioada renascentistă și cea barocă, bazându-și teoriile atât pe studierea scrierilor lui Vitruvius, cât și pe observarea ruinelor romane (ruinele grecești au devenit disponibile numai după independența greacă, 1821–1823). Ceea ce s-a adăugat au fost reguli de folosire a ordinelor arhitecturale și proporțiile lor exacte până la cele mai minime detalii. Comentariile legate de adecvarea ordinelor pentru templele consacrate unor anume zeități (Vitruvius I.2.5) au fost elaborate de teoreticieni renascentisti, cu ordinul doric caracterizat ca îndrăzneț și bărbătesc, ionicul ca demn, și corinticul ca o fecioară.

## Vignola definind conceptul de „ordin”
Urmând exemplele lui Vitruvius și cele cinci cărți Regole generali di architettura sopra le cinque maniere de gli edifici ale lui Sebastiano Serlio publicate din 1537 încoace, Giacomo Barozzi da Vignola a produs o carte de reguli arhitecturale care nu a fost doar mai practică decât cele două tratate anterioare, dar și adoptarea sistematică și consecventă, pentru prima dată, a termenului „ordin” pentru definirea fiecăruia dintre cele cinci specii diferite de coloane moștenite din antichitate. O primă publicație a diverselor ilustrații, sub formă de foi separate, a apărut la Roma în 1562, cu titlul: Regola delli cinque ordini d'architettura („Canonul Celor Cinci Ordine de Arhitectură”). După cum a subliniat David Watkin, cartea lui Vignola „trebuia să aibă o istorie uimitoare a publicării a peste 500 de ediții în 400 de ani în zece limbi, italiană, olandeză, engleză, flamandă, franceză, germană, portugheză, rusă, spaniolă, și suedeză, în timpul căreia a devenit poate cea mai influentă carte din toate timpurile”.
Cartea a constat pur și simplu dintr-o introducere urmată de 32 de pagini cu ilustrații adnotate, evidențiind sistemul proporțional cu toate detaliile minuțioase ale celor Cinci Ordine Arhitecturale. Cunform lui Christof Thoenes, principalul expert al tratatelor arhitecturale renascentiste, „în conformitate cu exemplul lui Vitruvius, Vignola a ales un „modul” egal cu un diametru jumătate care este baza sistemului. Toate celelalte măsurători sunt exprimate în fracții sau în  multipli ai acestui modul. Rezultatul este un model aritmetic, iar cu ajutorul fiecărui ordin, proporțional armonios, poate să fie adaptat cu ușurință la orice înălțime dată, a unei fațade sau a unui interior. Din punctul ăsta de vedere, Regola lui Vignola este o realizare intelectuală remarcabilă”. Arhivat în 15 septembrie 2014, la Wayback Machine.
În America, The American Builder's Companion, scris la începutul secolului al XIX-lea de arhitectul Asher Benjamin, a influențat mulți constructori din statele de est, în special cei care au dezvoltat ceea ce a devenit cunoscut sub numele de stil federal. Ultima reinterpretare americană a Regolei lui Vignola, a fost editată în 1904 de William Robert Ware.